# Graemeloweus
Genre
Graemeloweus est un genre de scorpions de la famille des Vaejovidae.

## Distribution

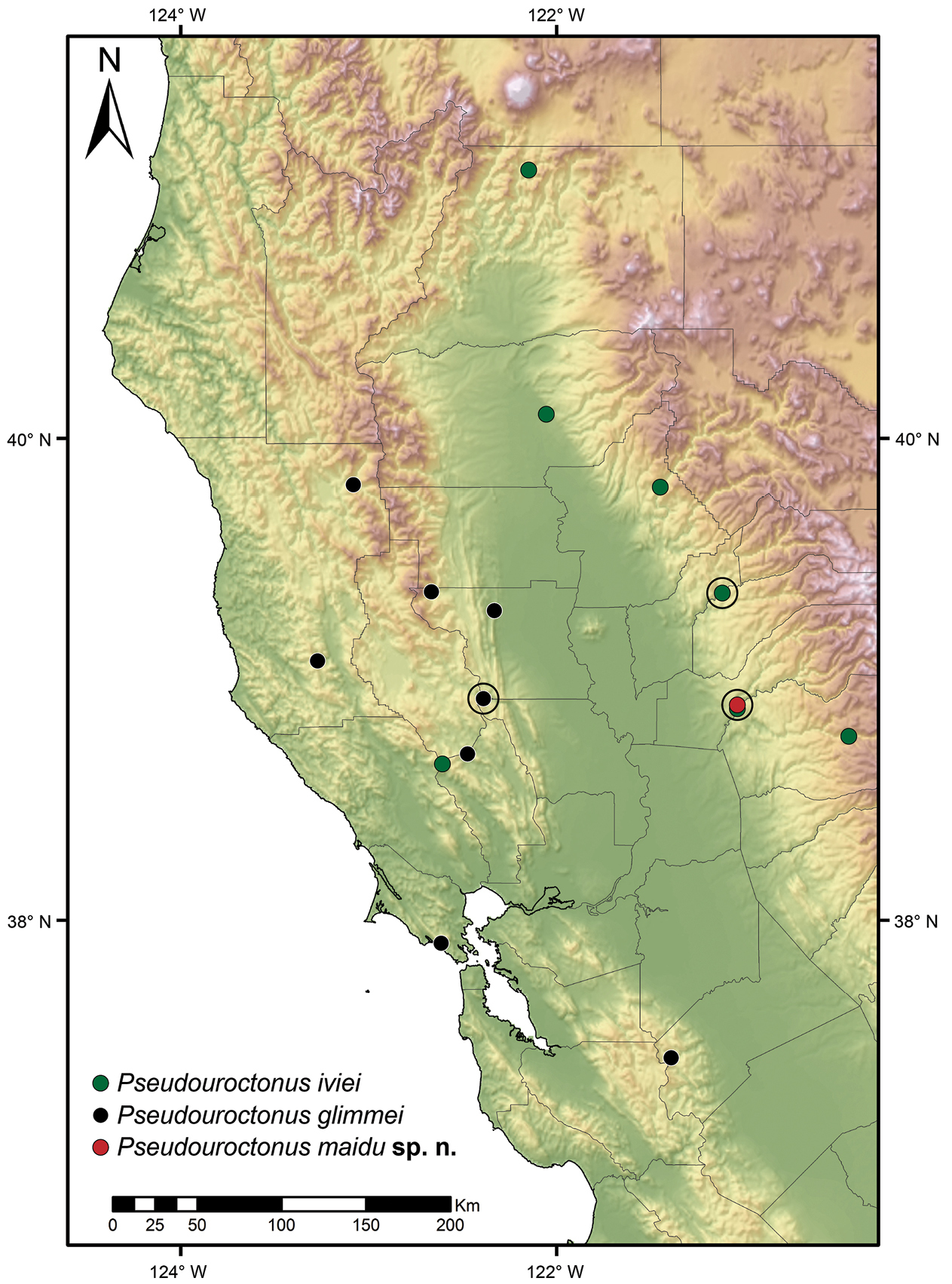
Distribution : vue du Nord de la Californie

Les espèces de ce genre sont endémiques de Californie aux États-Unis.

## Liste des espèces
Selon The Scorpion Files (22/08/2020) :
- Graemeloweus glimmei (Hjelle, 1972)
- Graemeloweus iviei (Gertsch & Soleglad, 1972)
- Graemeloweus maidu (Savary & Bryson, 2016)

## Étymologie
Ce genre est nommé en l'honneur de Graeme Lowe.

## Publication originale
- Soleglad, Fet, Graham & Ayrey, 2016 : « Graemeloweus, a new scorpion genus from northern California, USA (Scorpiones: Vaejovidae). » Euscorpius, no 227, p. 1-38 (texte intégral).